# جيمس كير (مبارز)
جيمس كير (مواليد 17 أغسطس 1940) هو مبارز بالسيف من جزر العذراء الأمريكية، مثّل بلاده في الألعاب الأولمبية الصيفية 1984.

## روابط رياضية
- جيمس كير على موقع أوليمبيديا (الإنجليزية)